# Gürsediin Saikhanbayar
Gürsediin Saikhanbayar (en mongol: Гүрсэдийн Сайханбаяр; Ulán Bator, 4 de julio de 1968) es un político mongol, gerente de la administración pública y oficial militar que ejerce como ministro de Defensa de Mongolia desde 2020. Es el trigésimo sexto ministro desde el establecimiento del ministerio en 1911 y el decimoséptimo desde el fin del comunismo en 1990. Tiene el rango militar de teniente general, otorgado en 2022.

## Biografía
Gürsediin Saikhanbayar nació el 4 de julio de 1968 en Ulán Bator, en el seno de una familia de gran tradición militar. Su padre, Gursed, nació en la provincia de Arkhangai y enseñó en escuelas primarias y secundarias en la provincia de Bayankhongor antes de alistarse en el Ejército Popular de Mongolia en 1961. Se retiró del ejército con el rango de teniente coronel y su madre trabajó como contadora en varias unidades militares, ahora está jubilada. Además, su abuelo era un veterano de la Segunda Guerra Mundial. En 1975 ingresó en una escuela secundaria de diez años ubicada en la capital. De 1985 a 1989 estudió en la Facultad de Ciencias Políticas de la Universidad de la Defensa Nacional.
Alrededor de la época de la Revolución democrática de Mongolia de 1990, trabajaba como Diputado Político en la 121.º Unidad  del Ejército Popular de Mongolia. Hasta 1994, se desempeñó como oficial de información y cultura en la 318.º Unidad, posteriormente trabajó en el Departamento de Capacitación y Educación del Estado Mayor General. De 1997 a 2000 fue jefe del Departamento de Información, Cultura y Educación del Estado Mayor General. En 2001, se graduó en la Universidad de Defensa Nacional del Ejército Popular de Liberación de la República Popular China.
De 2005 a 2012 se desempeñó como jefe de la Dirección de Administración Pública del Ministerio de Defensa. Después se matriculó en la Academia Militar del Estado Mayor General de las Fuerzas Armadas de Rusia, donde se graduó en 2014.
Entre julio de 2014 y 2020, fue jefe de la Dirección de Planificación y Política Estratégica del Ministerio de Defensa. Durante este período, se vinculó con la reforma legal del sector de defensa. Fue nombrado miembro del Gobierno de Mongolia el 8 de julio de 2020, convirtiéndose en ministro de Defensa en el gabinete del primer ministro Ukhnaagiin Khürelsükh. Fue reelegido al año siguiente por el nuevo primer ministro Luvsannamsrain Oyun-Erdene. Ha sido el primer no civil en más de una década en ocupar este cargo.

## Vida personal
Está casado y tiene dos hijos.
Además de su idioma nativo, habla ruso con fluidez y tiene conocimientos limitados de inglés.